# 泉佐野市民オーケストラ
泉佐野市民オーケストラ（いずみさのしみんオーケストラ）は、泉佐野市を中心に活動するアマチュア・オーケストラ。通称「佐野オケ（さのおけ）」。

## 概要
- 本団の特色としては、小学4年生から入団が可能である為年齢の幅が非常に広いこと。また、楽器経験者以外の人も多数受け入れており比較的楽器初心者が多いことにある。2012年9月現在団員数は約60名である。

## 活動
- 定期演奏会を毎年9月に開催。2012年9月時点で35回を数える。プログラムはクラシックに興味がない人でも聞けるように映画音楽やゲーム音楽を入れて構成されている。
- クリスマスコンサートを毎年12月に開催。

### 歴史
- 1977年（昭和52年）7月、泉佐野市教育委員会社会教育課が所管するオーケストラとして発足。